# Église Notre-Dame de La Ferté-Milon
L'église Notre-Dame est une église située à La Ferté-Milon, en Francedans la région des Hauts-de-France et dans le département de l'Aisne (02).

## Historique
Située sur le flanc du plateau sur lequel était érigé le château-fort, l’église fut tout d’abord appelée chapelle Fouquet.
Celle-ci était de dimension bien inférieure à l’église actuelle. Des bas-côtés étaient reliés à la nef par d’énormes piliers carrés dont plusieurs (bas-côté gauche) existent encore témoignent de la première église. Cet ensemble date probablement de la seconde moitié du XIIe siècle.
En 1562, Catherine de Médicis est duchesse douairière de la forêt de Retz. Consciente de l’importance de l’Ourcq pour alimenter Paris en bois, céréales, eau et pierres, elle relance les travaux de canalisation de la rivière. Ce faisant, les marais s’assèchent peu à peu, permettant à la population de s’installer sur l’axe actuel de la rue de la Chaussée.
La population se déplace donc peu à peu, quittant le faubourg Saint-Waast. Les habitants, plus nombreux, trouvent à présent la chapelle Fouquet trop petite et en demandent alors un agrandissement. Catherine de Médicis fait donc adapter un chevet semi-circulaire, percé de cinq larges fenêtres, cet agrandissement est souvent attribué à Philibert Delorme.
En raison de la falaise d’un côté et de la déclivité importante du terrain de l’autre, l’allongement de l’église ne pouvait se faire qu’en créant une énorme base dans laquelle fut aménagée une chapelle, directement située sous le nouveau chœur.
Vu du dehors, le chevet se trouve délimité  en sa hauteur par trois bandeaux horizontaux moulurés. Le bandeau supérieur est orné de fleurons. On peut y lire la date 1563, visible de la montée abrupte aux pavés moyenâgeux de la rue des Rats. Les grandes baies du sanctuaire sont cloisonnées par des meneaux, en quatre baies jumelles.

## Localisation
L'église est située sur la commune de La Ferté-Milon, dans le département de l'Aisne. Plus précisément dans la vieille ville, près du château. L'accès se fait soit par la rue des Rats ou par la rue Jules-Girbes.

## Mobilier

### Mobilier classé en 1912
- Le buffet de l'orgue en bois sculpté date du XVIIIe. Il provient à l'origine de l'abbaye de Coincy, offert aux bénédictins par le Dauphin, père de Louis XVI. C'est durant la Révolution française, le 2 juin 1792 que la ville de la Ferté-Milon en fait l'achat auprès du district de Château-Thierry pour la somme de 630 livres. il comporte un ensemble de huit jeux, un clavier et un pédalier en tirasse fixe.

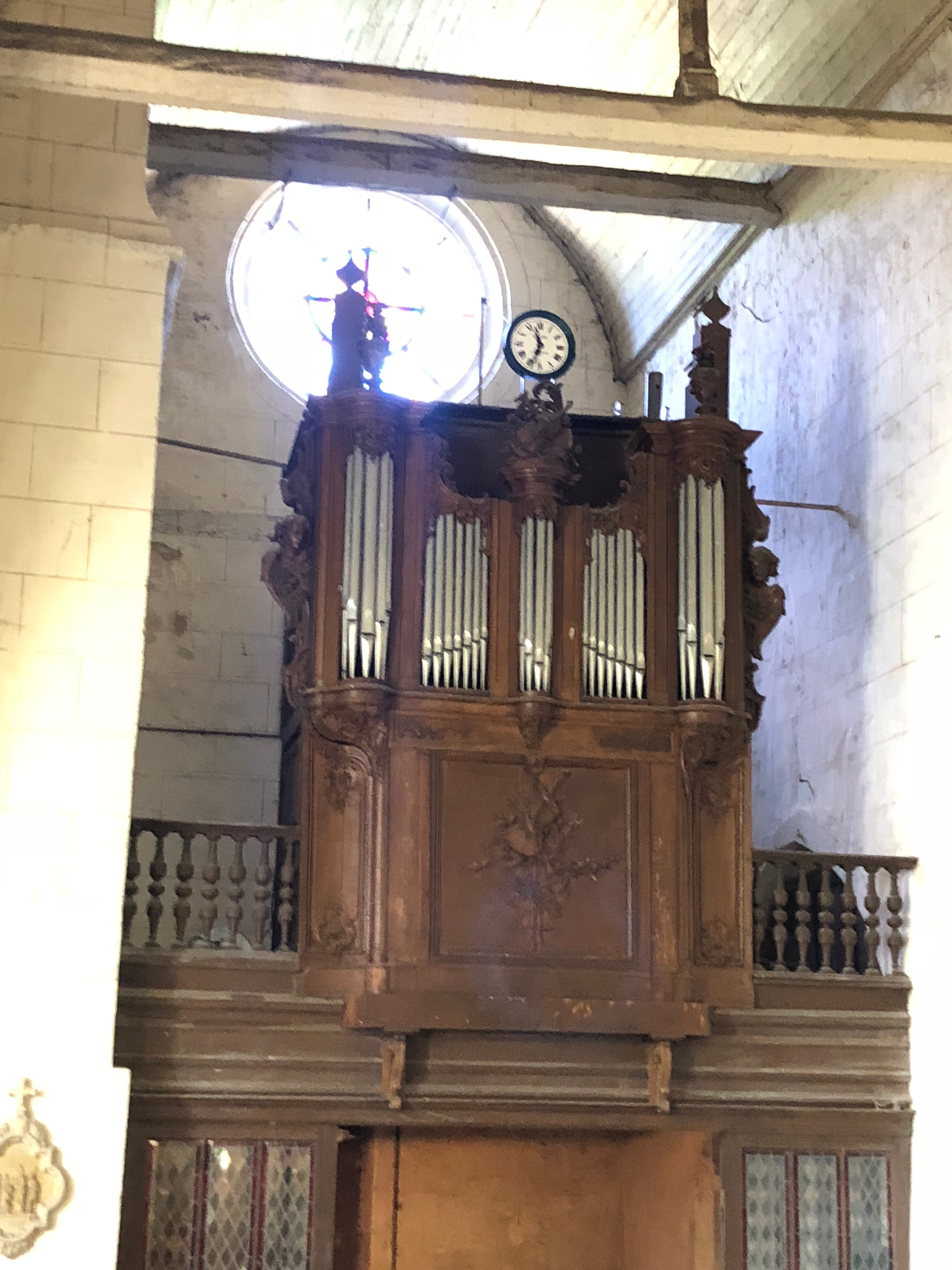
Buffet de l'orgue de l'église Notre-Dame de La Ferté-Milon, XVIIIe.

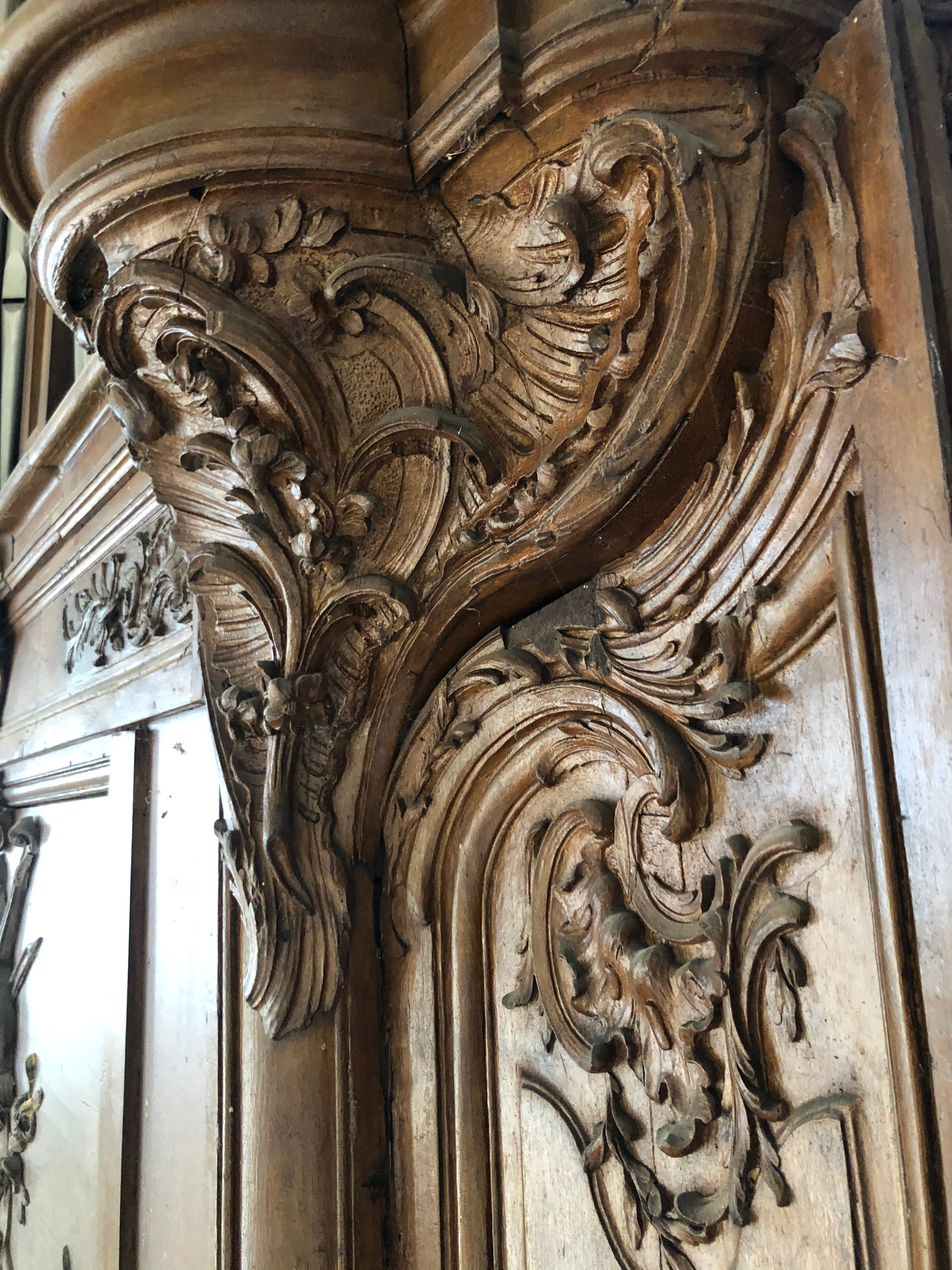
Détail des rocailles sur le buffet de l'orgue

- L'aigle lutrin situé dans la chapelle de la Sainte-Vierge (bas-côté sud), également en bois sculpté du XVIIIe.
- Statue en bois de saint Bruno, fondateur de l'ordre des Chartreux. À dater de la fin du XVIIe. Située au-dessus de l'aigle lutrin provenant certainement de la chartreuse de Bourgfontaine.
- Une ravissante Visitation en bois polychrome du XVIe. Située dans le bas-côté sud dans un ancien lavabo, sous le vitrail des Litanies.
- Un important lustre, au centre de la nef datant de la seconde moitié du XVIIIe siècle, en bronze doré et cristal de roche.

### Autre mobilier non classé
- Dans la nef, à gauche, deux statues représentant une Vierge à l'enfant en bois sculpté.
- L'impressionnant confessionnal néo-gothique provient de l'ancienne chartreuse de Bourgfontaine. Il intègre l'église lorsque le mobilier se trouve saisi à la chartreuse, lors de la Révolution française.

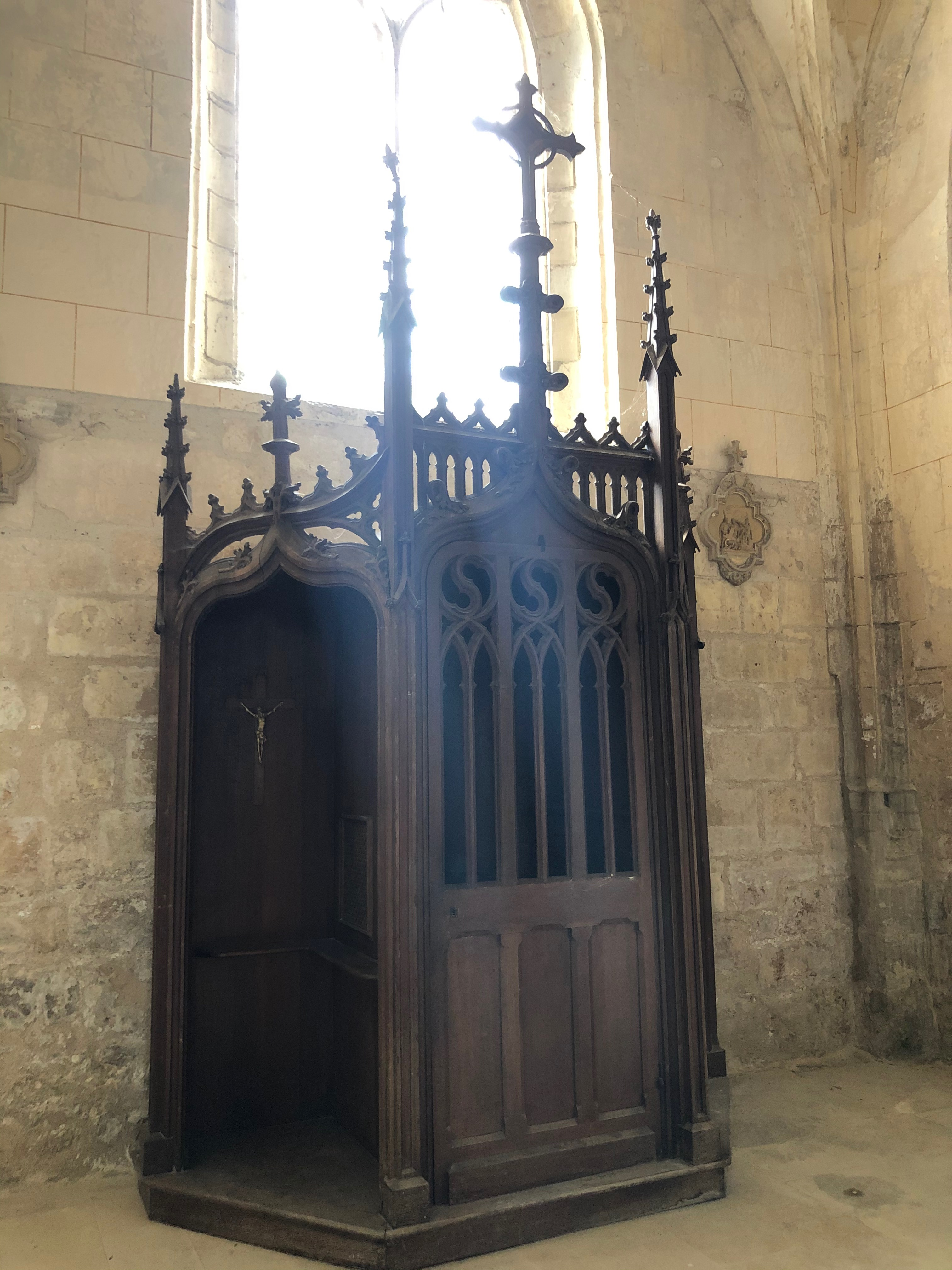
Confessionnal néo-gothique.

## Vitraux

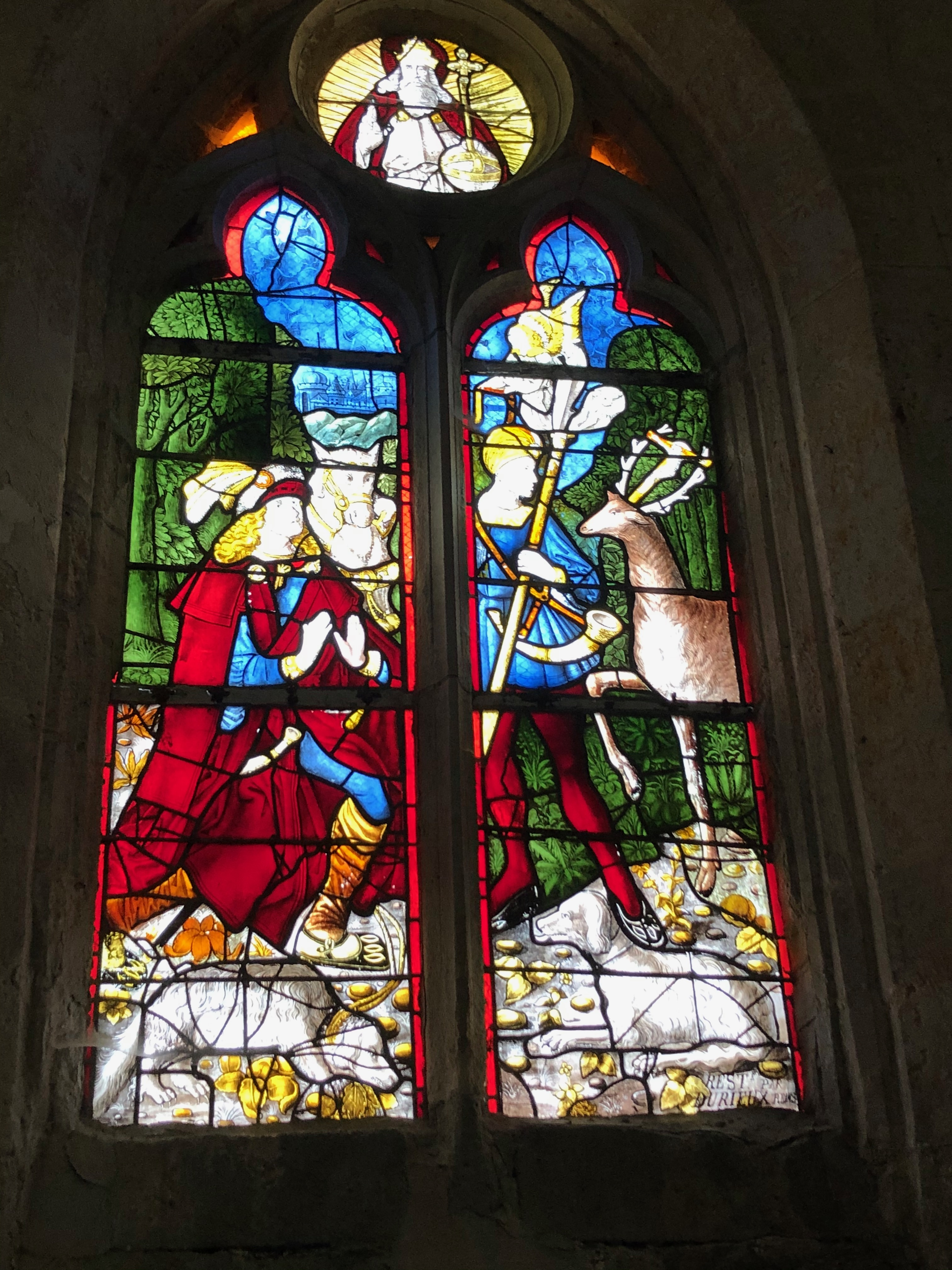
Vitrail de saint Hubert, XVIe.

L'église possède quatorze verrières classées allant du XIIIe au XVIe siècle. Sur le bas-côté nord nous pouvons observer la plus ancienne d'entre elles. Celle-ci représentent saint Denis et saint Waast en deux panneaux du début XIIIe siècle. Au sommet nous pouvons y observer le blason de la ville (la plus ancienne représentation connue). Près de l'autel de Sacré-cœur, c'est la légende de saint Hubert qui est représentée.
Sur le bas-côté sud la verrière des Litanies est l'une des plus intéressantes, fourmillant de détails et de symbolique.
Il y a aussi dix médaillons du XVIe siècle dispersés sur plusieurs verrières. Le vitrail de la Passion, au niveau de la chapelle de la Sainte-Vierge a pour légende Jeanne de Rubenpré, Dame de Bonneval, veuve de Messire Jacques de Longueval, Bastard de Vendosme, en son vivant chambellan de Roy, gouverneur de Valois, Capitaine Darques, bailly de Vermandois, donna cette de verriere en l'an mil cinq cens er XXVIII, reconstitution due à l'abbé Lecomte.
La rosace au dessus de la tribune de l'orgue a été restaurée en 2014 ainsi que les trois baies romanes sur la façade Ouest donnant sur l'ancienne sacristie des enfants de chœur.

## Clocher

### Équipement campanaire

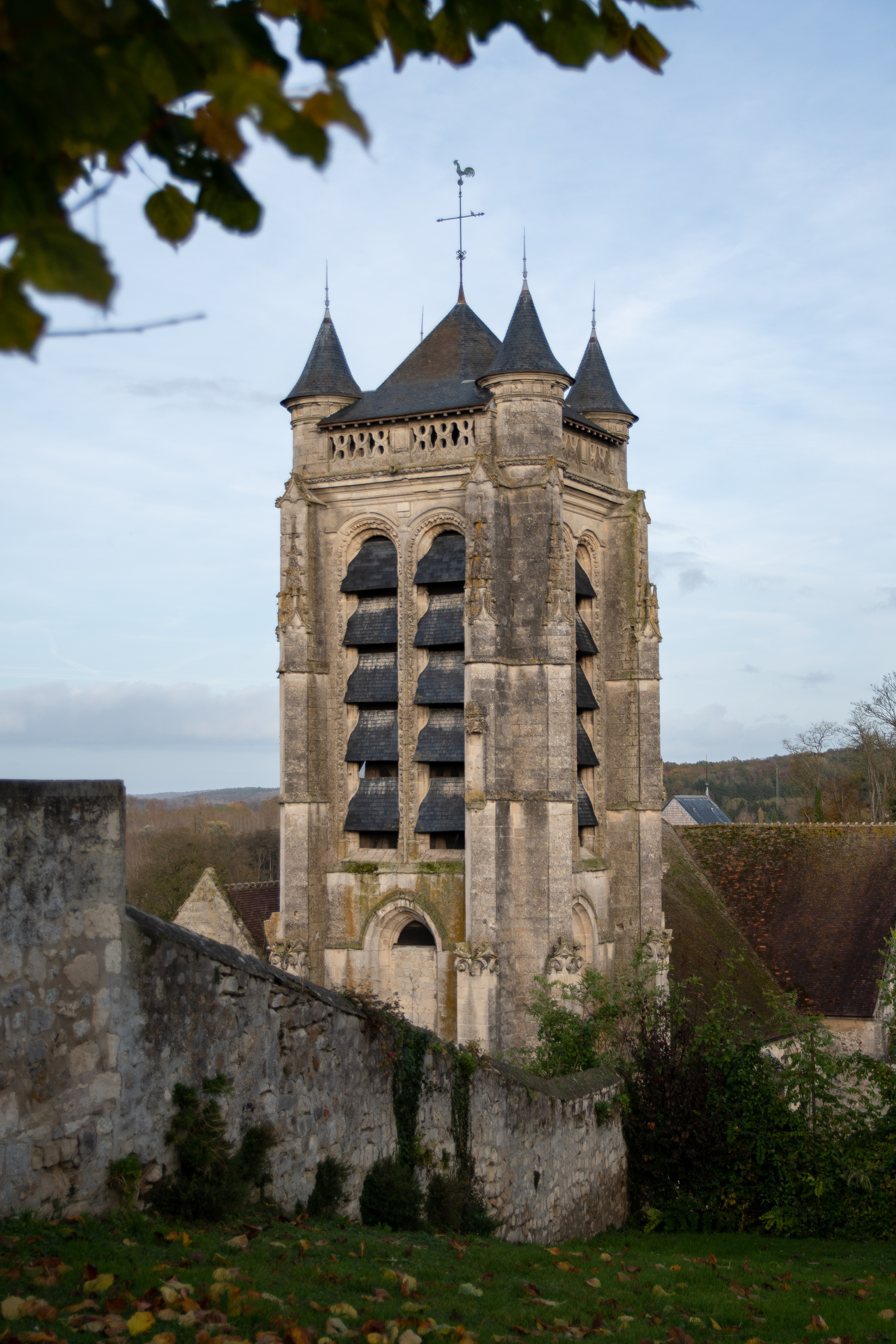
Clocher de l'église Notre-Dame de La Ferté-Milon.

Le clocher possède un ensemble de 6 cloches. Les plus anciennes datant de 1614, sont fixes et ne servent qu'à la sonnerie des quarts d'heure par l'horloge. Elles sont situées au sommet des deux baies nord du clocher, au dessus des abat-son et visibles depuis la rue.
Les quatre autres cloches sont montées dans un important beffroi en partie d'origine (XVIe), formant deux chambres à deux travées. Sonnant à la volée par moteur électrique.
La sonnerie fut totalement électrifiée en 1974.

### Horloge
La tour est encore équipée de son horloge mécanique datant de 1866, provenant des ateliers de l'horloger-mécanicien Renard à Ferrières dans l'Oise (actuellement entreprise Huchez). Sonnant les quarts d'heures sur les deux plus petites cloches mais aussi les plus anciennes (1614), et sonnant le décompte des heures sur la plus grosse cloche (+/- 600 kg).
A l'arrêt depuis au moins 1968, elle fut restaurée et remise en service en juin 2019 par l'association Murs, Remparts et Patrimoine Milonais (MRPM).

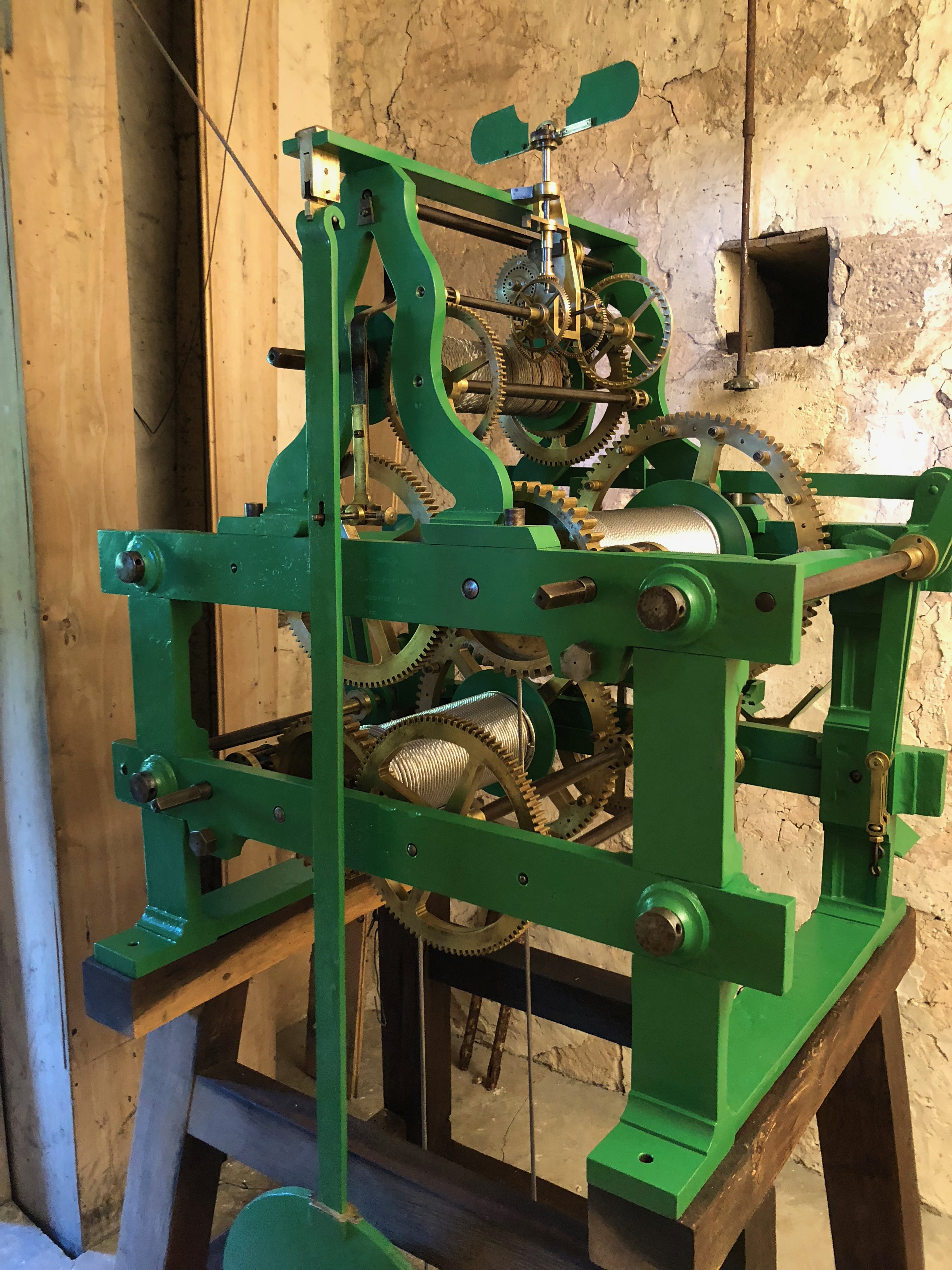
Horloge mécanique du clocher, 1866.

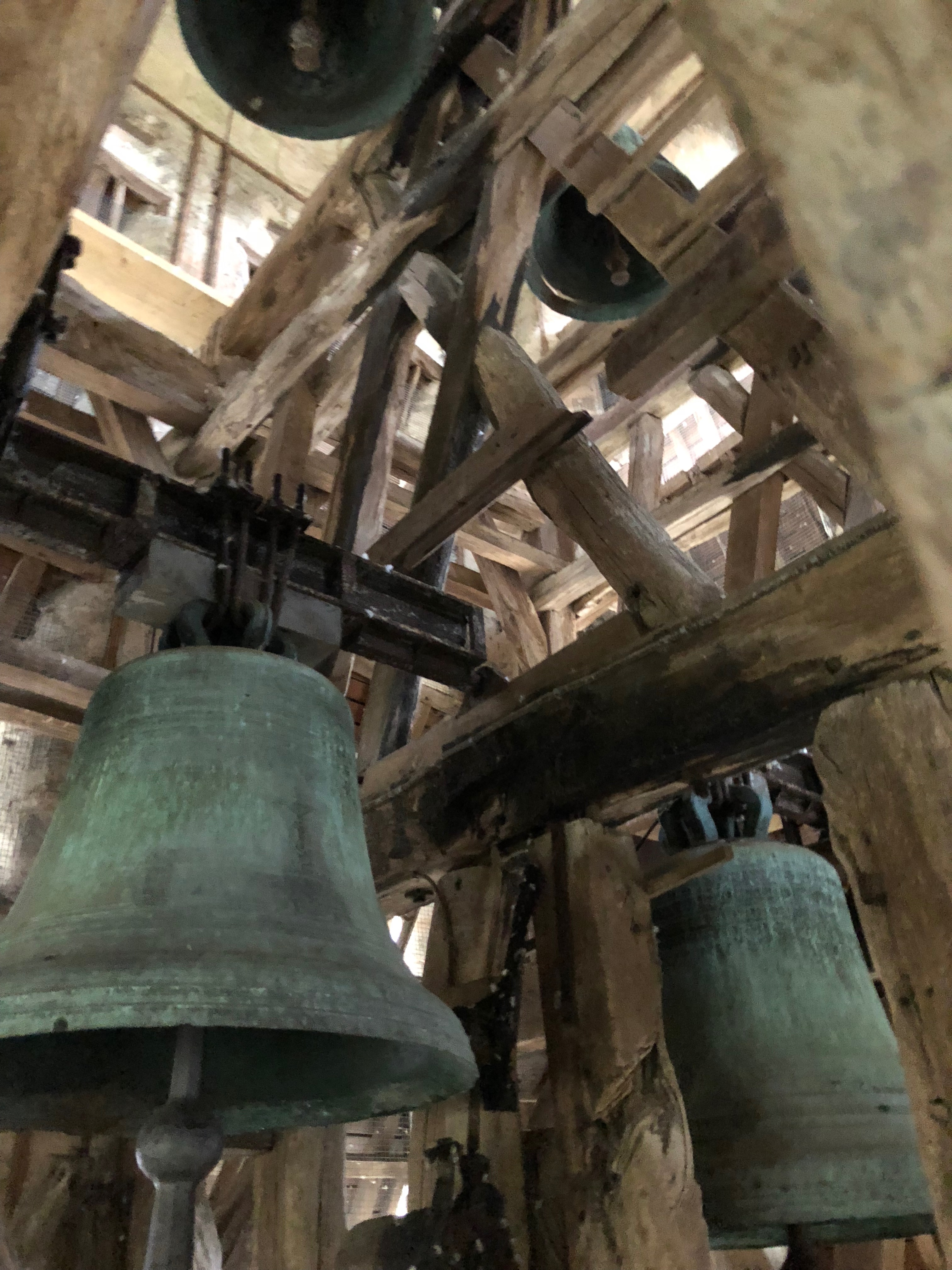
Vue partielle des cloches et du beffroi.

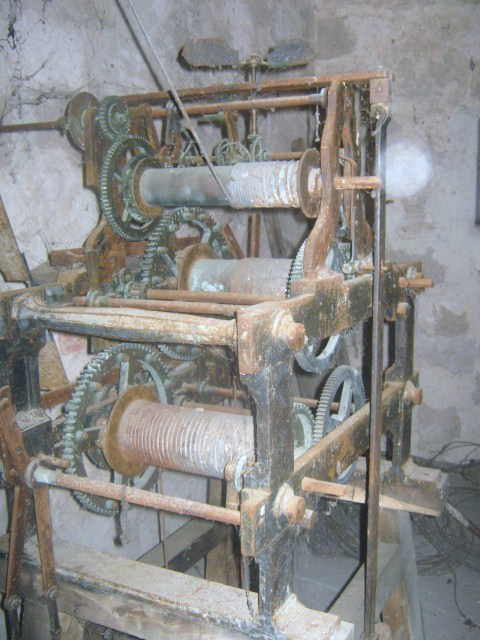
Horloge, avant restauration.